# Глембоке (Ленчинський повіт)
Глембоке (пол. Głębokie) — село в Польщі, у гміні Циців Ленчинського повіту Люблінського воєводства. Населення — 443 особи (2011).

## Історія
За даними етнографічної експедиції 1869—1870 років під керівництвом Павла Чубинського, у селі здебільшого проживали греко-католики, які розмовляли українською мовою.
У 1975—1998 роках село належало до Холмського воєводства.

## Демографія
Демографічна структура станом на 31 березня 2011 року:
|          | Загалом | Допрацездатний вік | Працездатний вік | Постпрацездатний вік |
| -------- | ------- | ------------------ | ---------------- | -------------------- |
| Чоловіки | 221     | 57                 | 152              | 12                   |
| Жінки    | 222     | 46                 | 124              | 52                   |
| Разом    | 443     | 103                | 276              | 64                   |